# Humberto Dupeyrón
Humberto Dupeyrón Unda (Ciudad de México, 16 de abril de 1947) es un actor mexicano.

## Biografía y carrera

### Primeros años
Humberto Dupeyrón Unda nació el 16 de abril de 1947 en Azcapotzalco, Ciudad de México, siendo hijo del actor mexicano José Dupeyrón y de la artista infantil guatemalteca Elizabeth Unda. En 1950, con apenas tres años de edad, debutó como extra en la película mexicanoestadounidense Sitting Bull, estrenada en 1954. Un año después, el 14 de enero de 1951, nació Elizabeth Dupeyrón, su hermana menor. Luego de que esta última hizo su debut como actriz infantil a los ocho años de edad, y fue becada para estudiar actuación en la Academia de Andrés Soler, perteneciente a la Asociación Nacional de Actores (ANDA), Humberto, en ese entonces de diez años, también fue becado por la misma institución tras haber sido descubierto artísticamente por Carlos Ancira, otro actor y profesor de la antedicha academia.

### Incursión actoral
En 1957, debutó en televisión con el programa Viverolandia (1957). Tuvo otra hermana llamada Dulce Odila Dupeyron Unda, que en su adultez, estableció su propio estudio de música llamado «Antropocosmic» y se convirtió en cantante especializada en el género de new age, un estilo musical caracterizado por sus melodías relajantes con enfoques místicos.
Apareció en la emisión Corazón: Diario de un niño de 1970. En 1988, presentó un monólogo teatral titulado El gorila, basado en Informe para una academia, un cuento escrito y publicado por Franz Kafka en 1917; su puesta en escena tuvo buena recepción por parte del público, al punto de repetirlo y presentarlo en varios teatros de Ciudad de México, renovando su reconocimiento en 2011, hasta que finalizó sus representaciones del mismo el 17 de noviembre de 2023, año en que su monólogo cumplió 35 años desde su primera presentación. Dicho proyecto le dio la oportunidad de ganar el dinero suficiente para mantener económicamente a sus hijos.
Ha participado en telenovelas como El Padre Gallo y La antorcha encendida. En el teatro, alcanzó la madurez como actor y el reconocimiento a su calidad histriónica, donde obtuvo el Premio Emilio Brillas, otorgado por la Asociación Mexicana de Críticos de Teatro, en la categoría a mejor actor de comedia de 1983.[cita requerida]
Es padre de Odette, Osterlen, Natasha y Odin Dupeyron. Estuvo casado con Sara Navarrete Zamora (madre de Odín) y con María de los Ángeles Estrada Luévano.
Desde 2009, requirió el uso definitivo de una silla de ruedas para poder desplazarse debido a su esclerosis múltiple, padecimiento que le había sido detectado desde los doce años de edad.

## Filmografía

### Cine
| Año  | Título                                       | Papel                  | Notas                                            |
| ---- | -------------------------------------------- | ---------------------- | ------------------------------------------------ |
| 1954 | Sitting Bull                                 | Niño                   | No acreditado, producción mexicanoestadounidense |
| 1958 | Una gira A.T.M.                              | Niño                   | No acreditado                                    |
| 1959 | Sed de amor                                  | Niño mensajero         |                                                  |
| 1960 | La caperucita roja                           | Niño                   | No acreditado                                    |
| 1960 | Calibre 44                                   | Desconocido            | No acreditado                                    |
| 1960 | El esqueleto de la señora Morales            | Niño                   | No acreditado                                    |
| 1961 | El gato con botas                            | Juanito                | Acreditado como Humberto Dupeyron                |
| 1961 | Los llaneros                                 | Niño en fiesta         | No acreditado                                    |
| 1961 | La furia del ring                            | Mario                  | No acreditado                                    |
| 1962 | Martín Santos el llanero                     | Desconocido            |                                                  |
| 1962 | Los cinco halcones                           | Chava                  | Acreditado como el niño Humberto Dupeyrón        |
| 1962 | Caperucita y Pulgarcito contra los monstruos | Desconocido            |                                                  |
| 1963 | La huella macabra                            | Erik                   | Acreditado como el niño Humberto Dupeyron Jr.    |
| 1963 | Corazón de niño                              | Agustín Romo           |                                                  |
| 1964 | Cinco asesinos esperan                       | Desconocido            |                                                  |
| 1965 | Nido de águilas                              | Joven golpeado         | No acreditado                                    |
| 1967 | Damiana y los hombres                        | Joven amigo de Damiana |                                                  |
| 1969 | Princesa y vagabunda                         | Joven                  |                                                  |
| 1971 | La casa del farol rojo                       | Hippie                 |                                                  |
| 1973 | El principio                                 | Esteban, joven         |                                                  |
| 1977 | Carita de primavera                          | El corcholata          |                                                  |
| 1979 | 4 hembras y un macho menos                   | Desconocido            |                                                  |
| 1980 | Hilario Cortes, el rey del talón             | Amigo de Hilario       |                                                  |
| 1981 | ...Y hacemos de... tocho morocho             | Lalo                   |                                                  |
| 1982 | De puro relajo                               | Desconocido            |                                                  |
| 1982 | Reventón en Acapulco                         | Carlos Martínez        |                                                  |
| 1985 | La pulquería ataca de nuevo                  | Desconocido            |                                                  |
| 1987 | La ruletera                                  | Desconocido            |                                                  |
| 1992 | Cándido de día, Pérez de noche               | Desconocido            |                                                  |
| 2022 | Poema La Casa Del Actor                      | Él mismo / Humberto    | Cortometraje                                     |

### Televisión
| Año  | Título                | Papel                  | Notas                      |
| ---- | --------------------- | ---------------------- | -------------------------- |
| 1986 | El padre Gallo        | El mudo                |                            |
| 1992 | Tenías que ser tú     | Jorge Vega             |                            |
| 1996 | La antorcha encendida | Mariano Hidalgo        |                            |
| 2000 | Amigos X siempre      | Maestro Arnulfo        |                            |
| 2003 | Clase 406             | Rubén                  |                            |
| 2004 | Amarte es mi pecado   | Omar                   |                            |
| 2004 | Hospital El paisa     | Enfermo                | Episodio: «Un mal cálculo» |
| 2005 | Alborada              | Don Próspero de Guzmán |                            |